# Pedro María Zabalza
Pedro María Zabalza (født 13. april 1944 i Pamplona, Spanien) er en spansk tidligere fodboldspiller (midtbane) og -træner. Han spillede syv kampe for det spanske landshold.
Zabalza spillede af to omgange for CA Osasuna i sin fødeby, og var også i flere år træner for klubben efter sit karrierestop. Han spillede desuden for den store baskiske klub Athletic Bilbao samt seks år for FC Barcelona, som han vandt to udgaver af Copa del Rey med.

## Titler
Copa del Generalísimo
- 1968 og 1971 med FC Barcelona